# Epigon
Epigon (řec. potomek, syn) označuje osobu, jejíž dílo není originální, nýbrž odvozené, silně inspirované cizími vzory. Na rozdíl od plagiátora ale nepřebírá hotové texty, motivy nebo melodie, nýbrž tvoří sama podle vzorů. Na rozdíl od padělatele nevydává svá díla za díla někoho slavnějšího, nýbrž publikuje pod vlastním jménem. Co jim ovšem chybí, je právě originalita.

## Dějiny pojmu
Epigoni byli v řecké mytologii potomci a mstitelé neúspěšné výpravy „Sedmi“ proti Thébám. Od starověku až do 19. století se slovo používalo v neutrálním významu potomka, následovníka. Roku 1830 vydal německý spisovatel K. L. Immermann román „Epigon“, kde slovo poprvé použil jako metaforu pro nepůvodního autora, kterému nezbývá než „napodobovat“ své slavné předchůdce. Podle Nietzscheho jsou básníci „vlastně vždy a nutně epigoni“, ve stínu svých velkých předchůdců. Dle jistého mínění jsou všichni filosofové po Platónovi až do současnosti jenom epigonští komentátoři bez originálního přínosu lidskému poznání. Ale už od první čtvrtiny 19. století, souběžně s opouštěním tradice a zdůrazňováním originality (případně geniality), dostává slovo epigon pozvolna negativní význam nepůvodnosti a odvozenosti v umění, litratuře, ve vědě i v technice, a to zejména v německy mluvící oblasti. Ve francouzské a anglické oblasti nehrál tento pojem epigon nikdy příliš významnou roli, což se však od poloviny 20. století zásadně mění.

## Epigonská období
V dějinách kultury, filosofie i vědy se někdy rozlišují velká tvůrčí období od následujících období epigonství, kdy se převzaté postupy a myšlenky jen rozpracovávají. Tak po klasickém období řeckého umění, filosofie i vědy následovalo epigonské období helénismu, po „zlatém“ období latinské literatury úpadek pozdního císařství, po baroku epigonské rokoko, po německé klasice biedermeier a podobně. V současnosti se tento názor spíše problematizuje.
| „                   | Ze spolutvůrce obecného kulturního smýšlení se filosofie od poloviny 19. století stala penzistou, který se daleko od světa zabývá jen tím, co si nějak zachránil. Z filosofie se staly téměř jen dějiny filosofie. Tvůrčí duch ji opustil. | “ |
| — Albert Schweitzer | |   |

## Příklady
Pojem je často používán v umění a kultuře pro označení autorů či herců, kteří ve svém díle (a někdy i stylu života) zjevně napodobují slavnější autory. V televizním světě jsou známi herci Paul L. Smith a Antonio Cantafora, kteří v sérii Šimon a Matouš ve svých rolích dějem, stylem hraní i zjevem věrně napodobují podstatně slavnější dvojici Bud Spencer a Terence Hill. Z epigonství Marilyn Monroe byla během své kariéry osočena popová zpěvačka Madonna. Odpověděla:
| „ | Kdyby to bylo tak jednoduché, pak by se mohl prosadit každý! Prostě stačilo by vypadat jako Marilyn, nebo si k té podobě nějak šikovně dopomoci. Spousta lidí si myslí, že jsem si tím hodně usnadnila život. Blbost! Musela jsem na svém úspěchu celé ty roky sakra tvrdě pracovat. A Marilyn s tím nemá vůbec nic společného. Snad jenom to, že jsem v začátcích své kariéry opravdu vypadala tak trochu jako ona. | “ |

V moderní hudbě je vysoké procento marketingově protežovaných "umělců", kteří jsou však často jen epigony předchozích autorů. 